# Noora Noor
Noora Noor (* 8. července 1979, Dubaj), známá též jen jako Noora, je norská neosoulová zpěvačka.
Vyrůstala ve Spojených arabských emirátech, přičemž její otec pochází ze Somálska a matka z Jemenu. Do Norska přišla v jedenácti letech spolu s rodinou jako politická uprchlice a v patnácti letech uzavřela smlouvu s hudebním vydavatelstvím Warner Music Group. Debutovala v roce 1999 s albem Curious a od té doby vydala dvě další alba, a to All I Am (2004) a Soul Deep (2009). V roce 2000 získala ocenění Hit Award pro nejlepší hudební umělkyni. V roce 2011 reprezentovala Norsko na soutěži Eurovision Song Contest s písní „Gone With The Wind“.

## Diskografie
- 1999: Curious
- 2004: All I Am
- 2009: Soul Deep